# Pyrrhobryum spiniforme
Pyrrhobryum spiniforme är en bladmossart som beskrevs av Mitten 1868. Pyrrhobryum spiniforme ingår i släktet Pyrrhobryum och familjen Rhizogoniaceae. Inga underarter finns listade i Catalogue of Life.